# Huélaga
Huélaga (extremadurai nyelven Uélaga) település Spanyolországban, Cáceres tartományban. Huélaga Moraleja, Gata, Calzadilla és Casas de Don Gómez községekkel határos. Lakosainak száma 205 fő (2024).

## Népesség
A település népessége az elmúlt években az alábbi módon változott:
| Lakosok száma | 209  | 192  | 181  | 196  | 204  | 220  | 223  | 220  | 210  | 205  |
|               | 2001 | 2004 | 2006 | 2009 | 2011 | 2014 | 2016 | 2019 | 2021 | 2024 |